# Giro d'Italia 1979
Il Giro d'Italia 1979, sessantaduesima edizione della "Corsa Rosa", si svolse in diciannove tappe, precedute da un cronoprologo iniziale, dal 17 maggio al 6 giugno 1979, per un percorso totale di 3 301 km. Fu vinto da Giuseppe Saronni. 
In un giro caratterizzato delle tappe contro il tempo (ben quattro, più il prologo), l'astro nascente Saronni sconfisse Francesco Moser, sferrando l'attacco decisivo nella cronoscalata di San Marino, considerata favorevole all'avversario. In seguito al ritiro di Knut Knudsen, secondo in classifica, Saronni legittimò il trionfo imponendosi anche a Milano, nella cronometro conclusiva.
Venne trasmesso in tv dalla Rai Rete 2 e in radio da Rai Radio1.

## Regolamento

### Maglie e classifiche
il regolamento quell'anno prevedeva 4 maglie: la maglia rosa (come sempre per il migliore in classifica generale), la maglia ciclamino (leader della classifica a punti), la maglia verde (leader della classifica scalatori), e la  maglia bianca, che premiava il miglior giovane.

### Abbuoni
Il regolamento di quell'edizione non prevedeva alcun tipo di abbuoni.

## Tappe
| Tappa  | Data      | Percorso                                      | km    | Vincitore di tappa  | Leader cl. generale |
| ------ | --------- | --------------------------------------------- | ----- | ------------------- | ------------------- |
| prol.  | 17 maggio | Firenze > Firenze (cron. individuale)         | 8     | Francesco Moser     | Francesco Moser     |
| 1ª     | 18 maggio | Firenze > Perugia                             | 156   | Mario Beccia        | Francesco Moser     |
| 2ª     | 19 maggio | Perugia > Castel Gandolfo                     | 204   | Roger De Vlaeminck  | Francesco Moser     |
| 3ª     | 20 maggio | Caserta > Napoli (cron. individuale)          | 31    | Francesco Moser     | Francesco Moser     |
| 4ª     | 21 maggio | Caserta > Potenza                             | 210   | Claudio Bortolotto  | Francesco Moser     |
| 5ª     | 22 maggio | Potenza > Vieste                              | 223   | Giuseppe Saronni    | Francesco Moser     |
| 6ª     | 23 maggio | Vieste > Chieti                               | 260   | Bruno Wolfer        | Francesco Moser     |
| 7ª     | 24 maggio | Chieti > Pesaro                               | 252   | Alan Van Heerden    | Francesco Moser     |
| 8ª     | 25 maggio | Rimini > San Marino (RSM) (cron. individuale) | 28    | Giuseppe Saronni    | Giuseppe Saronni    |
| 9ª     | 26 maggio | San Marino (RSM) > Pistoia                    | 248   | Roger De Vlaeminck  | Giuseppe Saronni    |
| 10ª    | 27 maggio | Lerici > Portovenere (cron. individuale)      | 25    | Knut Knudsen        | Giuseppe Saronni    |
| 11ª    | 28 maggio | La Spezia > Voghera                           | 212   | Bernt Johansson     | Giuseppe Saronni    |
| 12ª    | 29 maggio | Alessandria > Saint-Vincent                   | 204   | Roger De Vlaeminck  | Giuseppe Saronni    |
| 13ª    | 30 maggio | Aosta > Meda                                  | 229   | Dino Porrini        | Giuseppe Saronni    |
| 14ª    | 31 maggio | Meda > Bosco Chiesanuova                      | 212   | Bernt Johansson     | Giuseppe Saronni    |
| 15ª    | 1º giugno | Verona > Treviso                              | 121   | Giuseppe Martinelli | Giuseppe Saronni    |
| 16ª    | 2 giugno  | Treviso > Pieve di Cadore                     | 195   | Roberto Ceruti      | Giuseppe Saronni    |
|        | 3 giugno  | giorno di riposo                              |       |                     |                     |
| 17ª    | 4 giugno  | Pieve di Cadore > Trento                      | 194   | Francesco Moser     | Giuseppe Saronni    |
| 18ª    | 5 giugno  | Trento > Barzio                               | 245   | Amilcare Sgalbazzi  | Giuseppe Saronni    |
| 19ª    | 6 giugno  | Cesano Maderno > Milano (cron. individuale)   | 44    | Giuseppe Saronni    | Giuseppe Saronni    |
| Totale | Totale    | Totale                                        | 3 301 |                     |                     |

## Squadre e corridori partecipanti
| N.    | Cod. | Squadra                      |
| ----- | ---- | ---------------------------- |
| 1-10  | BIA  | Bianchi-Faema                |
| 11-20 | CBM  | CBM Fast-Gaggia              |
| 21-30 | GBC  | GBC                          |
| 31-40 | GIS  | Gis Gelati                   |
| 51-60 | MAG  | Magniflex-Famcucine          |
| 61-70 | MEC  | Mecap-Hoonved                |
| 71-80 | SNG  | Mobilificio San Giacomo-Alan |

| N.      | Cod. | Squadra                     |
| ------- | ---- | --------------------------- |
| 81-90   | PEU  | Peugeot-Esso-Michelin       |
| 91-100  | SAN  | Sanson-Luxor TV             |
| 101-110 | SAN  | Sapa Assicurazioni-Frontini |
| 111-120 | SCI  | Scic                        |
| 121-130 | WIL  | Willora-Piz Buin-Bonanza    |
| 131-140 | ZON  | Zonca-Santini               |

## Classifiche finali

### Classifica generale - Maglia rosa
| Pos. | Corridore         | Squadra    | Tempo     |
| ---- | ----------------- | ---------- | --------- |
| 1    | Giuseppe Saronni  | Scic       | 89h29'18" |
| 2    | Francesco Moser   | Sanson     | a 2'09"   |
| 3    | Bernt Johansson   | Magniflex  | a 5'13"   |
| 4    | Michel Laurent    | Peugeot    | a 5'31"   |
| 5    | Silvano Contini   | Bianchi    | a 7'33"   |
| 6    | Mario Beccia      | Mecap      | a 7'50"   |
| 7    | Fausto Bertoglio  | S. Giacomo | a 11'27"  |
| 8    | Josef Fuchs       | Scic       | a 13'07"  |
| 9    | Gody Schmutz      | Willora    | a 14'16"  |
| 10   | Roberto Visentini | CBM Fast   | a 16'11"  |

### Classifica a punti - Maglia ciclamino
| Pos. | Corridore        | Squadra   | Punti |
| ---- | ---------------- | --------- | ----- |
| 1    | Giuseppe Saronni | Scic      | 275   |
| 2    | Francesco Moser  | Sanson    | 274   |
| 3    | Bernt Johansson  | Magniflex | 260   |
| 4    | Mario Beccia     | Mecap     | 130   |
| 5    | Michel Laurent   | Peugeot   | 118   |

### Classifica scalatori - Maglia verde
| Pos. | Corridore          | Squadra   | Punti |
| ---- | ------------------ | --------- | ----- |
| 1    | Claudio Bortolotto | Sanson    | 495   |
| 2    | Beat Breu          | Willora   | 330   |
| 3    | Bernt Johansson    | Magniflex | 300   |
| 4    | Mario Beccia       | Mecap     | 215   |
| 5    | Roberto Ceruti     | Magniflex | 170   |

### Classifica giovani - Maglia bianca
| Pos. | Corridore         | Squadra     | Tempo     |
| ---- | ----------------- | ----------- | --------- |
| 1    | Silvano Contini   | Bianchi     | 89h36'51" |
| 2    | Roberto Visentini | CBM Fast    | a 8'38"   |
| 3    | Marino Amadori    | Sapa Assic. | a 11'24"  |